# ウムパーン郡
座標: 北緯16度1分0秒 東経98度51分46秒 / 北緯16.01667度 東経98.86278度
ウムパーン郡（ウムパーンぐん）とはタイ北部に位置するターク県の最南部にある郡。西はミャンマーと接する。ヌポ難民キャンプが設置されており、カレン族を中心に約14,000人のミャンマー難民を収容している。2009年、en:Kawkareikでカレン民族同盟（KNU）と民主カレン仏教徒軍（DKBA）の大規模な戦闘が起こり、いくつかの村がDKBAによって焼き払われ、難民として流出した。

## 名称
ウムパーンとはカレン語のウムパから来ている。ウムパとは「竹筒を開ける」ことで、タイの入国管理局が、ミャンマーからの入国者のパスポートを調べるとき、ミャンマー人が荷物入れである竹筒を開けることから来ていると言われる。

## 歴史
もともとはカレン族の住む土地であったが11世紀頃からタイ族の進入が見られた。1898年には現在のウタイターニー県の領域に組み込まれメークローン郡 (อำเภอแม่กลอง) と呼ばれたが、1906年にウムパーン郡と名を変えカムペーンペット県に編入された。
1926年、今度は分郡（キンアムプー）に格下げされ今度はターク県に編入された。度重なるたらい回しと格下げの末、1959年の郡（アムプー）に再び戻った。なお現在でもカレン族が多く住む地域であり、地名のほとんどはカレン語である。

## 地理

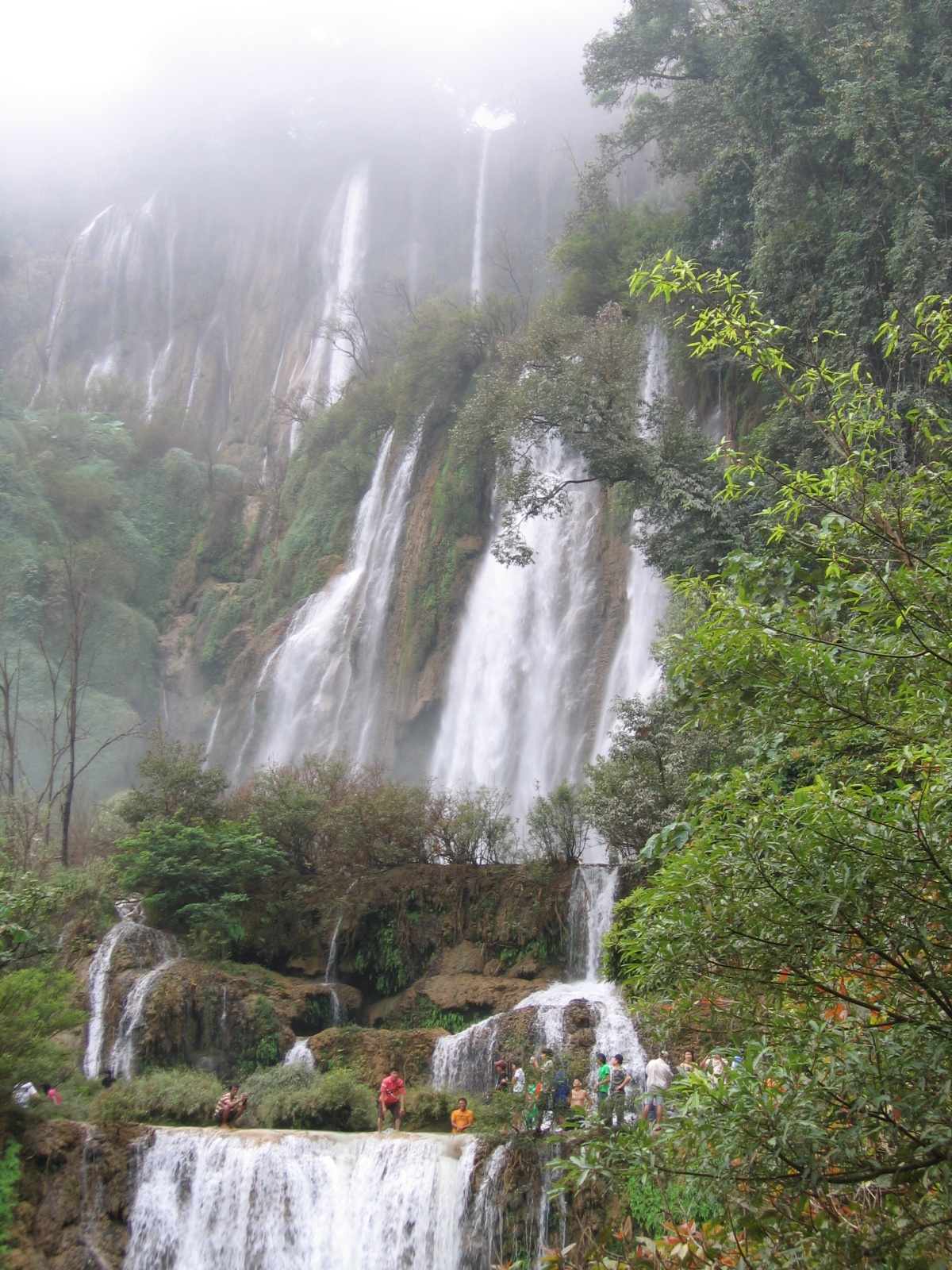
ティーロースー滝

人口密度が低く開発が行き届いていないことから、自然の豊かな地区として知られる。郡内には世界遺産の一部であるトゥンヤイ・ナレースワン野生生物保護区を有するほか、その緩衝地帯であるウムパーン野生生物保護区がある。また滝なども数多くあり、中でもティーロースー滝はタイで一番美しい滝として知られる。メー・ウォン国立公園やクローン・ラーン国立公園の敷地の一部もある。郡内の重要な水源はメークローン川でこれはカーンチャナブリー県に注いでいる。

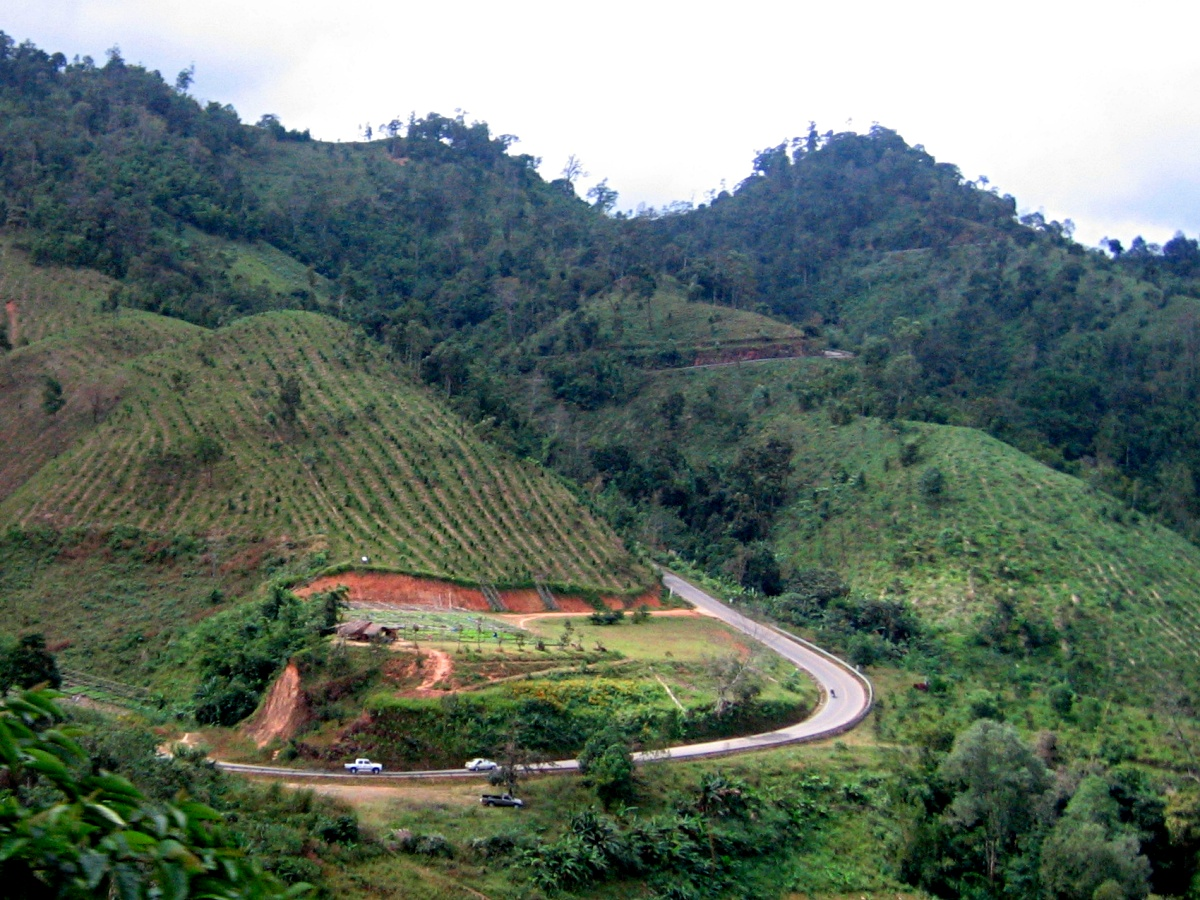
カーブの多さで知られる国道1090号線

四方を山に囲まれていることから交通の便が悪いことで知られている。国道1090号線がウムパーン郡中心部とメーソートをつないでいるのが唯一の主要な郡外との交通路である、この道路は全長164kmの間に1219個ものカーブがあることで有名な悪路であり、メーソートから郡の中心部まで車で3〜4時間もかかる。他に小さな道が郡内のヤメーディー村からカムペーンペットを結んでいるが、あまり知られておらずまた、整備も十分されていない。国道1167号線はミャンマーと郡をつなぐ道である。
国道1117号線はカムペーンペット＝クローンラーン＝ウムパーンをつなぐ目的で建設が始まったが、あと28kmの所で自然調査が行われ、ウムパーン野生生物保護区に指定され、1990年以降道路建設は終わった。また2004年、カーンチャナブリーのサンクラブリーとを結ぶ計画も持ち上がったが、こちらは世界遺産に登録されていることもあり、すぐに廃案となった。
なおウムパーンには小さな空港がある。

### 気候
山間部に位置するため、冷涼な気候となっている。1月の平均最低気温は12.3℃と、冷え込みやすくなる。雨季はおおよそ5〜10月。
| ウムパーン (1981–2010)の気候                                                         | ウムパーン (1981–2010)の気候 | ウムパーン (1981–2010)の気候 | ウムパーン (1981–2010)の気候 | ウムパーン (1981–2010)の気候 | ウムパーン (1981–2010)の気候 | ウムパーン (1981–2010)の気候 | ウムパーン (1981–2010)の気候 | ウムパーン (1981–2010)の気候 | ウムパーン (1981–2010)の気候 | ウムパーン (1981–2010)の気候 | ウムパーン (1981–2010)の気候 | ウムパーン (1981–2010)の気候 | ウムパーン (1981–2010)の気候 |
| 月                                                                                   | 1月                          | 2月                          | 3月                          | 4月                          | 5月                          | 6月                          | 7月                          | 8月                          | 9月                          | 10月                         | 11月                         | 12月                         | 年                           |
| ------------------------------------------------------------------------------------ | ---------------------------- | ---------------------------- | ---------------------------- | ---------------------------- | ---------------------------- | ---------------------------- | ---------------------------- | ---------------------------- | ---------------------------- | ---------------------------- | ---------------------------- | ---------------------------- | ---------------------------- |
| 平均最高気温 °C （°F）                                                               | 30.5 (86.9)                  | 32.8 (91)                    | 34.5 (94.1)                  | 34.8 (94.6)                  | 32.0 (89.6)                  | 29.7 (85.5)                  | 28.9 (84)                    | 28.6 (83.5)                  | 29.6 (85.3)                  | 30.0 (86)                    | 29.5 (85.1)                  | 28.8 (83.8)                  | 30.81 (87.45)                |
| 平均最低気温 °C （°F）                                                               | 12.3 (54.1)                  | 12.7 (54.9)                  | 15.9 (60.6)                  | 19.4 (66.9)                  | 21.3 (70.3)                  | 21.8 (71.2)                  | 21.4 (70.5)                  | 21.5 (70.7)                  | 21.2 (70.2)                  | 20.0 (68)                    | 16.7 (62.1)                  | 12.9 (55.2)                  | 18.09 (64.56)                |
| 雨量 mm （inch）                                                                     | 6.8 (0.268)                  | 9.1 (0.358)                  | 47.9 (1.886)                 | 101.3 (3.988)                | 195.0 (7.677)                | 187.5 (7.382)                | 231.6 (9.118)                | 248.4 (9.78)                 | 247.6 (9.748)                | 155.8 (6.134)                | 25.2 (0.992)                 | 5.1 (0.201)                  | 1,461.3 (57.532)             |
| 平均降雨日数 （≥1 mm）                                                               | 1                            | 2                            | 4                            | 9                            | 19                           | 26                           | 27                           | 29                           | 24                           | 17                           | 5                            | 1                            | 164                          |
| % 湿度                                                                               | 75                           | 68                           | 66                           | 71                           | 81                           | 85                           | 87                           | 88                           | 87                           | 85                           | 81                           | 78                           | 79.3                         |
| 出典：Thai Meteorological Department (Normal 1981-2010), (Avg. rainy days 1961-1990) |                              |                              |                              |                              |                              |                              |                              |                              |                              |                              |                              |                              |                              |

## 経済
郡の住民のほとんどが農業従事者で、郡内ではトウモロコシ、豆、唐辛子などの農作物が生産されている。

## 行政区分
ウムパーン郡は6つのタムボンに分けられ、その下位に38の村がある。自治体（テーサバーン）が設置されており、テーサバーンタムボン（タムボン自治体）・ウムパーンはタムボン
ウムパーンを中心に展開する。
1. タムボン・ウムパーン・・・ตำบลอุ้มผาง
2. タムボン・メーチャン・・・ตำบลแม่จัน
3. タムボン・ノーンルワン・・・ตำบลหนองหลวง
4. タムボン・メーラムン・・・ตำบลแม่ละมุ้ง
5. タムボン・モークロー・・・ตำบลโมโกร
6. タムボン・メークローン・・・ตำบลแม่กลอง

## 注脚
1. ↑  “อุ้มผาง”.  ทัวร์อินไทย. 2008年6月14日閲覧。
2. ↑  “พระราชกฤษฎีกาตั้งอำเภออุ้มผาง พ.ศ. ๒๕๐๒” (Thai). ราชกิจจานุเบกษา เล่ม ๗๖ (ตอน ๕๐ ก):  หน้า ๑๐๘-๑๑๐. (๕ พฤษภาคม ๒๕๐๒).